# 清原真衡
清原 真衡（きよはら の さねひら）は、平安時代後期の武将。奥州の豪族、清原武貞の子。清原家衡の異母兄、藤原清衡の継兄。
延久年間に行われた延久蝦夷合戦などで活躍し鎮守府将軍従五位下であったとの史料がある清原貞衡と同一人物とする説がある。

## 生涯
武貞の死後清原氏を嗣ぎ、海道平氏の一門、成衡を養子に迎えた。その成衡に源氏棟梁である源頼義の娘を嫁がせることで清原氏の家格を高めようとしたとも考えられている。しかし、こうした一連の政略結婚政策を遂行する中で棟梁としての権力を強化し、一族の家人化を進めたため、叔父吉彦秀武や弟家衡、清衡の離反を招いた。これが1083年（永保3年）に始まる後三年の役の背景である。
後三年の役の発端は、成衡の婚礼のために出羽より陸奥に参上した秀武が、祝いの品である砂金を頭上に掲げて控えていたにもかかわらず、奈良法師との囲碁に夢中になっていた真衡が、それを忘れて長時間待たせてしまったことにある。屈辱を受けた秀武は大いに怒り、砂金をぶちまけて出羽に無断で帰ってしまった。これに怒った真衡は直ちに秀武討伐の軍を起こして出羽に向かったが、秀武は自らと同じく日ごろから真衡に不満を持っていた真衡の異母弟の家衡と義弟（家衡の母の連れ子）の清衡に挙兵を促して、真衡の背後を突かせようとした。家衡・清衡は兵を挙げて真衡の館に迫ったが、それを知った真衡が軍を返して家衡・清衡を討とうとすると、彼らは本拠に退いた。
その年の秋に、新たな陸奥守として成衡の妻の兄である源義家が下ってくると、真衡は義家に対して三日厨と呼ばれる三日間に渡る歓待を国府で行った後、秀武を討つために再び出羽に出陣した。家衡と清衡は真衡の不在を好機と見て再び真衡の本拠地を攻撃したが、留守を守る真衡方が奮戦し、さらに義家が真衡側に加勢したため、家衡・清衡は惨敗を喫して義家に降伏する。だが、真衡自身は出羽への行軍の途中に病で急死した。
真衡の遺領は、義家の裁定により家衡と清衡に分割相続されるが、今度は両者が争い始め、後三年の役は第二段階に移ることになる。